# یوکی کوبایاشی (بازیکن فوتبال، زاده ۱۹۸۸)
یوکی کوبایاشی (ژاپنی: 小林 裕紀؛ زادهٔ ۱۸ اکتبر ۱۹۸۸) یک بازیکن فوتبال اهل ژاپن است.
از باشگاه‌هایی که در آن بازی کرده‌است می‌توان به باشگاه فوتبال جوبیلو ایواتا، باشگاه فوتبال آلبیرکس نیگاتا و باشگاه فوتبال ناگویا گرامپوس اشاره کرد.